# Paul Lukas
Paul Lukas, rodným jménem Pál Lukács (26. května 1891 – 15. srpna 1971) byl hollywoodský herec původem z Rakouska-Uherska.

## Životopis
Pál Lukács se narodil v Budapešti v 1891*. V roce 1915 ho zbavili služby v armádě, rok na to odjel studovat herectví do Košic. O dva roky později už působil v divadle v Budapešti. Začal točit první filmy, ve dvacátých letech se dostal do Vídně. Populární se stal hlavně pro své komediální a romantické role. Několikrát spolupracoval s režisérem Maxem Reinhardtem. V roce 1927 odcestoval do USA, kde ho provázel režisér Adolph Zukor. Americké občanství získal v roce 1933.
Ve svých prvních amerických filmech si pořád držel role svůdníků. Postupem času a zkušeností dozrával v herectví a začal ztvárňovat zločince, především však ty nacistické. To se mu dařilo taky díky akcentu, který si z Evropy ponechal. Hostoval v divadlech v New Yorku a to od roku 1938. Pracoval s Alfredem Hitchcockem na mysteriózním filmu Zmizení staré dámy a s Williamem Wylerem na romantické komedii Továrník Dodsworth.
Ve čtyřicátých letech dosáhl svého uměleckého vrcholu ztvárněním německého emigranta Kurta Mullera ve hře Lillian Hellman Stráž na Rýně. Tuto postavu nejdříve zahrál na Broadwayi, což mu přineslo nadšené kritiky. Ke svému úspěchu přidal filmové ztvárnění ve snímku Watch on the Rhine, za které byl jako vůbec první herec oceněn Zlatým glóbem a taky cenou nejvyšší, Oscarem. V klání o Cenu Akademie porazil Humphreyho Bogarta za Casablancu, Garyho Coopera za film Komu zvoní hrana, Mickeyho Rooneyho za Lidskou komedii a Waltera Pidgeona za Madame Curie.
V padesátých letech se postupně začal věnovat více divadlu a před kamerou působil už jen sporadicky. Na chodníku slávy v Hollywoodu má svou hvězdu.
Zemřel v Maroku, kde hledal místo a dům, ve kterém by mohl prožít stáří.

## Vybraná filmografie
Němé filmy:
- Spyng, 1918
- Little Fox, 1920
- New York expresz kábel, 1921
- Two Lovers, 1928

Zvukové filmy:
- Loves of an Actress, 1928
- Three Sinners - Druhý život, 1928

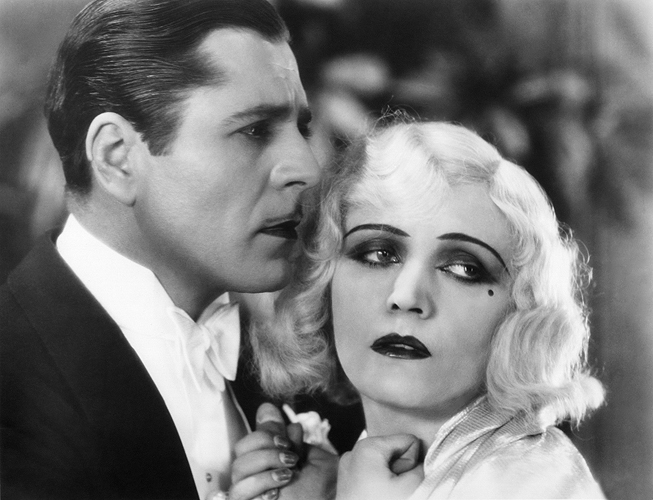
Paul Lukas se slavnou Polou Negri ve filmu Druhý život

- City Streets - Ulice velkoměsta, 1931
- Little Woman - Malé ženy, 1933
- By Candlelight - Při světle svící, 1933
- Dodsworth - Továrník Dodsworth, 1936
- The Lady Vanishes - Zmizení staré dámy, 1938
- Watch On the Rhine, 1943
- 20000 Legues Under the Sea - 20 000 mil pod mořem, 1954
- 55 Days at Peking - 55 dní v Pekingu, 1963
- Sol Madrid, 1967